# Приходи на каток
«Приходи на каток» — советский рисованный мультипликационный фильм режиссёра-мультипликатора Бориса Дёжкина о том, как зимой на катке повстречались хоккеисты команды «Метеор» и фигуристки.

«В спортивной мультсюите Дёжкина есть ещё немало привлекательных картин. Не мог миновать Дёжкин и фигурное катание. Этому изысканному виду спорта посвящена картина „Приходи на каток“. Тут отсутствует момент соревнования. Здесь иной конфликт. Рядом с фигуристками тренируются „носатые“ хоккеисты. Им нравятся изящные девушки, и они полагают, что без труда смогут покататься вместе. Но не так-то просто обрести пластическое мастерство в танцах на льду! Фильм кончается мирно. Этому помогает дружба, возникающая между преподавательницей девушек и капитаном хоккейной команды.»— О. Абольник.

## Сюжет
Хоккеисты команды «Метеор» приходят зимой на каток тренироваться и видят фигуристок, занимающихся на другом конце катка. Хоккеистам нравится катание одной симпатичной фигуристки, и они выражают своё восхищение аплодисментами. Но тут к ней подъезжает спортсмен-фигурист, и вместе они исполняют танец на льду. Глядя на них, капитан хоккеистов мечтает сам станцевать с симпатичной девушкой. Вратарь решает ему помочь. Он кружит фигуриста в спортивном танце, а капитан приглашает потанцевать фигуристку, и та соглашается. Счастливо кружась в танце, пара оказывается слишком близко к проруби. Не удержавшись на краю льда, девушка падает в воду. Капитан прыгает следом и спасает её, а старик-«морж» помогает ему выбраться на лёд. Скорая помощь увозит промокшую девушку.
Когда хоккеисты прибывают на каток на следующую тренировку, спасённая девушка сама подкатывается к капитану, дарит ему поцелуй и приглашает на танец. А хоккеисты приглашают на танец других фигуристок.

## Создатели
| авторы сценария           | Сакко Рунге, Борис Дёжкин                    |
| кинорежиссёр              | Борис Дёжкин                                 |
| художники-постановщики    | Борис Дёжкин, Александр Винокуров            |
| композитор                | Александр Гольдштейн                         |
| кинооператор              | Борис Котов                                  |
| звукооператор             | Владимир Кутузов                             |
| художники-мультипликаторы | Борис Дёжкин, Виктор Арсентьев, Иосиф Куроян |
| роли озвучивал            | Александр Баранов                            |
| художники                 | Пётр Коробаев, В. Дымич, Эрраст Трескин      |
| редактор                  | Раиса Фричинская                             |
| директор съёмочной группы | Николай Евлюхин                              |